# RCA FM 87,9
RCA FM 87,9 é uma emissora de rádio brasileira sediada no e São Carlos/SP , no bairro Cidade Aracy , no distrito da Bela Vista São Carlense é uma rádio comunitária. Associação de Radiodifusão Comunitária Aracy, conhecida RCA FM 87,9, fundada em 28 de junho de 2007

| NOME                             | CONHECIDO (A)            | PROGRAMA               | FUNÇÃO               |
| -------------------------------- | ------------------------ | ---------------------- | -------------------- |
| Marcelo Kaliman                  | Marcelo Kaliman          | Sábado Mais            | Locutor e Marketing  |
| Valéria Santos                   | Valéria Santos           | Sábado Mais            | Ex-Locutora          |
| Lair Conceição                   | Lair Campos              |                        | Diretor              |
| Angelo Raimundo Félix            | Angelão                  | Sábado Show            | Locutor              |
| Antônio Carlos                   | Antonio Carlos           | Noite Colororida       | Ex-Locutor           |
| Bruno França Magri               | Bruno França             | Boteco do Bruno França | Locutor              |
| Bruno Morais                     | Bruno Morais             |                        | Ex-Locutor           |
| Caio Moura                       | Caio Moura               |                        | Locutor              |
| Carlos Franco                    | Carlos Franco            |                        | Locutor              |
| Claudio Roberto Spinelli         | Claudio repórter do povo |                        | Locutor              |
| Lair Conceição Júnior            | Lair Júnior              |                        | Ex-Locutor           |
| José Alvim Filho                 | Dé Alvim                 |                        | Ex-Locutor           |
| Severino                         | Severino Seresteiro      |                        | Ex-Locutor           |
| Diana Senne                      | Di Senne                 | Café com Músicas       | Locutora             |
| Daniele Aparecida Prado          | Danny Prado              | Show da manhã          | Ex-Locutora          |
| Eliana Pedro                     | Eliana Pedrecks          |                        | Ex-Locutora          |
| Edite Alves Bomfim               | Edite Bomfim             | Bota Chapéu & Música   | Locutora             |
| Edson Dias                       | Edison Dias              |                        | Ex-Locutor           |
| Eduardo Rossi                    | Eduardo Rossi            |                        | Locutor              |
| Eli Oliveira Junior              | Eli Oliveira             | Hora da Segurança      | Ex-Locutor           |
| Luiz Antonio Terahata            | Luiz Terahata            | Hora da Segurança      | Ex-Locutor           |
| Geovana Real                     | Geovana Real             |                        | Locutora             |
| Gabriel Morais                   | Gabriel Morais           | Esportes Rca           | Ex-Locutor           |
| Lauren Souza                     | Lauren Souza             |                        | Ex-Locutora          |
| Maykon Hilário                   | Maykon Hilário           | Gospel By Night        | Locutor              |
| Osvaldo Sales                    | Nhô Salles               |                        | Diretor e Ex-Locutor |
| Paulo Evangelista                | Paulinho                 | Sextanejou             | Locutor              |
| Priscila Ferreira                | Priscila Ferreira        |                        | Locutora             |
| Reginaldo Penha                  | Régis Penha              | Estação Flashback      | Locutor              |
| Sidnei Elias de Moura            | Sidnei Moura             | Sidney Moura e Voce    | Locutor              |
| Thallys Fernando Conceição       | Thallys                  |                        | Ex-Locutor           |
| Danilo Juliano da Conceição      | Danilo Juliano           |                        | Presidente           |
| Gilberto Queiroz da Silva Júnior | Betinho Max              | Clube do Forró         | Ex- Locutor          |
|                                  |                          |                        |                      |

| NOME                   | DIAS           | HORÁRIOS       | APRESENTADOR    | SITUAÇÃO   |
| ---------------------- | -------------- | -------------- | --------------- | ---------- |
| Sábado Mais            | Sáb            | 17:00 ás 19:00 | Marcelo Kaliman | Ativo      |
| Bota Chapéu & Música   | Seg á Sex      | 14:00 ás 16:00 | Edite Bomfim    | Ativo      |
| Estação FlashBack      | Seg á Sex      | 16:00 ás 19:00 | Régis Penha     | Ativo      |
| Boteco do Bruno França | Seg, Qua e Qui | 20:00 ás 22:00 | Bruno França    | Ativo      |
| Sidnei Moura e Voce    | Ter            | 20:00 ás 22:00 | Sidnei Moura    | Ativo      |
| Sextanejou             | Sex            | 20:00 ás 22:00 | Paulinho        | Ativo      |
| Gospel By Night        | Sex            | 22:00 ás 23:59 | Maykon Hilário  | Ativo      |
| Café com Músicas       | Sáb            | 07:00 ás 10:00 | Di Senne        | Ativo      |
| Sábado Show            | Sáb            | 12:00 ás 15:00 | Angelão         | Ativo      |
| Hora da Segurança      |                |                |                 | Desativado |
|                        |                |                |                 |            |